# Хамос, зелена кочија
Хамос, зелена кочија (кореј. 녹색전차 해모수 Nogsaegjeoncha Hamos) јужнокорејска је анимирана серија која се емитовала од 12. децембра 1997. до 12. јуна 1998. године на каналу KBS 2TV, са укупно 26 епизода.
Серија је у синхонизованом облику емитована у Србији на Канал Д. Улоге су тумачили Урош Здјелар, Срђан Пантелић, Марина Савић и Миомира Ћосовић која је уједно отпевала уводну шпицу. Превод текста одрадила је Јелена Јовановић.

## Синопсис
Пет година након дугог рата, планета Тера полако почиње да се опоравља. Међутим, свет је још увек у кризи. Рик, млади авантуриста, мора да нађе начин да отплати кирију за сиротиште. Наилази на оглас који обећава десет милиона динара било коме ко успе да нађе сунчеве кристале. Рик одлучује да се пријави, и заједно са Готпом и Ротом ускаче у Хамос и започиње потрагу.

## Спољашњи извори
- Подаци о серији на сајту MyAnimeList (на језику: енглески)